# ارمنستان در نقشه‌های تاریخی جهان – میراث نقشه‌نگاری
ارمنستان در نقشه‌های تاریخی جهان – میراث نقشه‌نگاری (انگلیسی: Historic Maps of Armenia The Cartographic Heritage) کتابی است (127+35) مصور رنگی در ۱۲۰ صفحه شامل اطلاعات کامل از تاریخ ارمنستان به همراه نقشه‌های کهن به قلم توسط روبن گالیچیان. این کتاب نخستین بار به زبان انگلیسی در سال ۲۰۰۴ میلادی، توسط نشر آی بی توریس (I.B. Tauris) بریتانیا چاپ شد سپس در سال‌های بعد، خلاصه آن در کتاب‌هایی به زبان‌های انگلیسی، روسی، ارمنی، ترکی و فارسی تألیف و منتشر شده‌است. این کتاب را آرمنوش آراکلیان از متون ارمنی و انگلیسی به زبان فارسی ترجمه کرده و از سوی مؤسسه جغرافیایی و کارتوگرافی سحاب چاپ و منتشر شده‌است.

## فصل‌های کتاب
- ارمنستان، مروری در تاریخ
- تاریخچهٔ کوتاه نقشه‌های ارمنستان
- فهرست عنوان‌های به کار رفته در این کتاب
- فهرست نقشه‌های کتاب
- نقشه‌ها و توضیحات
- کتاب‌شناسی
- دیگر آثار دکتر روبن گالچیان